# Дрезденко
Дрезденко (пол. Drezdenko, нім. Driesen) — місто в західній Польщі, на річці Нотець.
Належить до Стшелецько-Дрезденецького повіту Любуського воєводства.

## Демографія
Демографічна структура станом на 31 березня 2011 року:
|          | Загалом | Допрацездатний вік | Працездатний вік | Постпрацездатний вік |
| -------- | ------- | ------------------ | ---------------- | -------------------- |
| Чоловіки | 5098    | 994                | 3640             | 464                  |
| Жінки    | 5467    | 967                | 3230             | 1270                 |
| Разом    | 10565   | 1961               | 6870             | 1734                 |